# 글리마

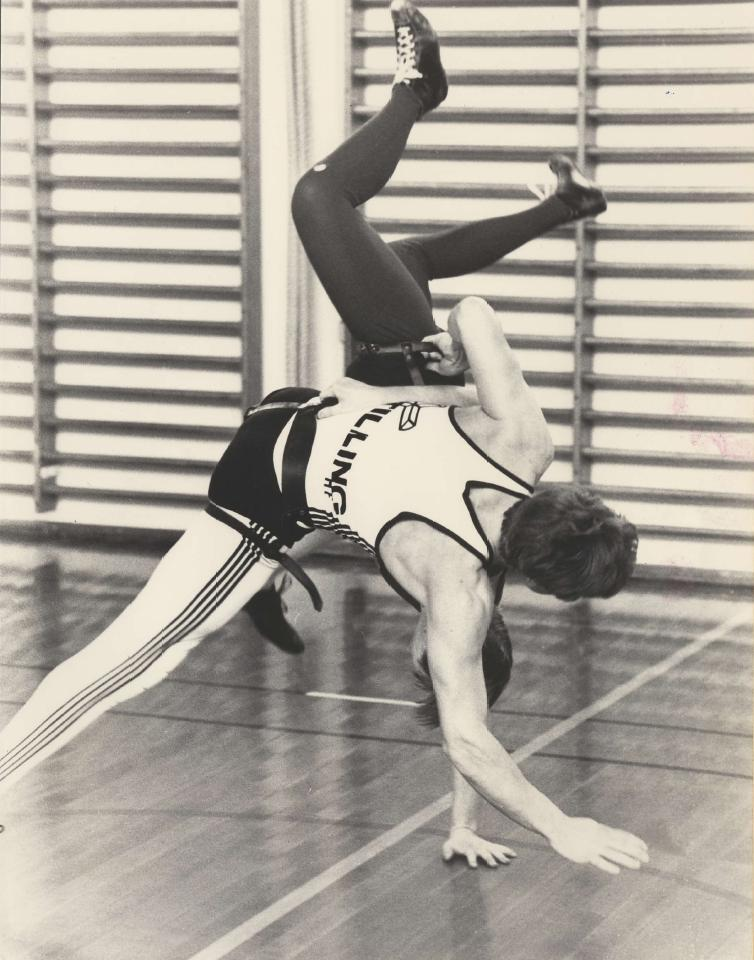
글리마

글리마(Glima)는 아이슬란드의 레슬링이다. 다른 레슬링에 비해 크게 다음과 같은 차이가 존재한다.
- 항상 선 상태에서 경기를 한다.
- 상대는 서로의 주위를 시계 방향으로 돈다.
- 가능한 한 상대의 어깨 너머로 시선을 돌려야 하게 한다.

## 같이 보기
- 벨트레슬링
- 전통 레슬링
- 보흐